# Bulgarije op de Olympische Zomerspelen 1936
Bulgarije nam deel aan de Olympische Zomerspelen 1936 in Berlijn, Duitsland. Het keerde terug na de afwezigheid in 1932 als gevolg van de hoge reiskosten naar de Verenigde Staten. Dit zou de laatste editie van de Zomerspelen blijken te zijn waarin geen medailles werden gewonnen.

## Deelnemers en resultaten

### Atletiek
| Olympiër          | Discipline   | Resultaat | Prestatie |
| ----------------- | ------------ | --------- | --- |
| Boris Haralampiev | marathon (m) | 36e       | 3:08.53,8 |
| Lyuben Doychev    | tienkamp (m) | 14e       | 100m: 7de in 11,5 (710 punten) verspringen: 21ste met 6,35m (639 punten) kogelstoten: 18de met 12,26m (645 punten) hoogspringen: 16de met 1,70m (671 punten) 400m: 18de in 54,1 (665 punten) 110m horden: 12de in 16,3 (736 punten) discuswerpen: 12de met 38,25m (660 punten) polsstokhoogspringen: 4de met 3,70m (775 punten) speerwerpen: 17de met 48,43m (559 punten) 1500m: 17de in 5.34,2 (247 punten) totaal: 6307 punten |

### Paardensport
| Olympiër                                     | Discipline  | Resultaat | Prestatie |
| Eventing                                     | Eventing    | Eventing  | Eventing |
| -------------------------------------------- | ----------- | --------- | --- |
| Petar Angelov                                | individueel | 17e       | dressuur: 30ste met 146,60 strafpunten crosscountry: 17de met 116 strafpunten springconcours: 22ste met 30 strafpunten totaal: 292,60 strafpunten |
| Khristo Malakchiev                           | individueel | 10e       | dressuur: 24ste met 136,80 strafpunten crosscountry: 10de met 10 strafpunten springconcours: 4de met 10 strafpunten totaal: 156,80 strafpunten    |
| Todor Semov                                  | individueel | DNF       | dressuur: 28ste met 141,60 strafpunten crosscountry: 22ste met 295 strafpunten 4de met 10 strafpunten                                             |
| Petar Angelov Khristo Malakchiev Todor Semov | team        | DNF       | niet gefinisht |

### Schermen
| Olympiër        | Discipline | Resultaat | Prestatie |
| --------------- | ---------- | --------- | --- |
| Dimitar Vasilev | degen (m)  | 54e       | 1ste ronde groep 6: 7de met 1 overwinning                                                                                  |
| Dimitar Vasilev | floret (m) | 54e       | 1ste ronde groep 8: 6de met 1 overwinning                                                                                  |
| Dimitar Vasilev | sabel (m)  | 18e       | 1ste ronde groep 8: 2de met 4 overwinningen kwartfinale 4: 3de met 2 overwinningen halve finale 3: 6de met 0 overwinningen |

### Schietsport
| Olympiër       | Discipline             | Resultaat | Prestatie  |
| -------------- | ---------------------- | --------- | ---------- |
| Boris Khristov | 50m geweer liggend (m) | 58e       | 283 punten |

### Turnen
| Olympiër                                                                                               | Discipline               | Resultaat | Prestatie |
| --- | ------------------------ | --------- | --- |
| Ivan Chureshki                                                                                         | meerkamp individueel (m) | 98e       | kwalificatie: 98ste brug met gelijke leggers: 99ste met 10,566 punten paard met bogen: 85ste met 14,733 punten paard voltige: 108ste met 7,334 punten ringen: 74ste met 14,867 punten vrij: 98ste met 13,300 punten brug met ongelijke leggers: 95ste met 10,800 punten totaal: 71,600 punten |
| Georgi Dimitrov                                                                                        | meerkamp individueel (m) | 93e       | kwalificatie: 93ste brug met gelijke leggers: 88ste met 13,300 punten paard met bogen: 49ste met 16,500 punten paard voltige: 109de met 5,334 punten ringen: 86ste met 13,733 punten vrij: 91ste met 14,300 punten brug met ongelijke leggers: 86ste met 14,100 punten totaal: 77,267 punten  |
| Yovcho Khristov                                                                                        | meerkamp individueel (m) | 96e       | |
| Neno Mirchev                                                                                           | meerkamp individueel (m) | 66e       | kwalificatie: 66ste brug met gelijke leggers: 78ste met 14,133 punten paard met bogen: 27ste met 17,300 punten paard voltige: 86ste met 12,800 punten ringen: 49ste met 16,467 punten vrij: 54ste met 16,300 punten brug met ongelijke leggers: 46ste met 16,933 punten totaal: 93,933 punten |
| Lyuben Obretenov                                                                                       | meerkamp individueel (m) | 101e      | kwalificatie: 101ste brug met gelijke leggers: 97ste met 11,033 punten paard met bogen: 95ste met 13,600 punten paard voltige: 104de met 9,000 punten ringen: 102de met 10,866 punten vrij: 95ste met 13,600 punten brug met ongelijke leggers: 104de met 7,833 punten totaal: 65,932 punten  |
| Pando Sidov                                                                                            | meerkamp individueel (m) | 99e       | kwalificatie: 99ste brug met gelijke leggers: 103de met 9,500 punten paard met bogen: 99ste met 11,900 punten paard voltige: 97ste met 10,100 punten ringen: 85ste met 13,834 punten vrij: 96ste met 13,500 punten brug met ongelijke leggers: 97ste met 10,333 punten totaal: 69,167 punten  |
| Ivan Stoychev                                                                                          | meerkamp individueel (m) | 106e      | kwalificatie: 106de brug met gelijke leggers: 108ste met 7,567 punten paard met bogen: 108ste met 7,200 punten paard voltige: 100ste met 9,800 punten ringen: 90ste met 12,800 punten vrij: 105de met 11,833 punten brug met ongelijke leggers: 106de met 7,567 punten totaal: 50,867 punten  |
| Ivan Chureshki Georgi Dimitrov Yovcho Khristov Neno Mirchev Lyuben Obretenov Pando Sidov Ivan Stoychev | meerkamp team (m)        | 13e       | 509,200 punten |

### Wielersport
| Olympiër                                                     | Discipline               | Resultaat | Prestatie                                                   |
| Baan                                                         | Baan                     | Baan      | Baan                                                        |
| ------------------------------------------------------------ | ------------------------ | --------- | ----------------------------------------------------------- |
| Nedyu Rachev                                                 | sprint (m)               | 9e        | 1ste ronde: V van FRA Chaillot 1ste ronde herkansingen: 3de |
| Boris Dimitrov                                               | tijdrit (m)              | DNF       | niet gefinisht                                              |
| Sava Gerchev / Marin Nikolov Georgi Velinov Bogdan Yanchev   | ploegenachtervolging (m) | 12e       | serie 4: 1ste in 5.10,4                                     |
| Weg                                                          |                          |           |                                                             |
| Kanyo Dzhambazov                                             | wegwedstrijd (m)         | 16e       | 2:33.08,0                                                   |
| Nikola Nenov                                                 | wegwedstrijd (m)         | onbekend  |                                                             |
| Kanyo Dzhambazov                                             | wegwedstrijd (m)         | onbekend  |                                                             |
| Gennadi Simov                                                | wegwedstrijd (m)         | onbekend  |                                                             |
| Kanyo Dzhambazov Nikola Nenov Kanyo Dzhambazov Gennadi Simov | ploegentijdrit (m)       | onbekend  |                                                             |

Afghanistan · Argentinië · Australië · België · Bermuda · Bolivia · Brazilië · Brits-Indië · Bulgarije · Canada · Chili · Colombia · Costa Rica · Denemarken · Duitsland · Egypte · Estland · Filipijnen · Finland · Frankrijk · Griekenland · Groot-Brittannië · Hongarije · IJsland · Italië · Japan · Joegoslavië · Letland · Liechtenstein · Luxemburg · Malta · Mexico · Monaco · Nederland · Nieuw-Zeeland · Noorwegen · Oostenrijk · Peru · Polen · Portugal · Republiek China · Roemenië · Tsjecho-Slowakije · Turkije · Uruguay · Verenigde Staten · Zuid-Afrika · Zweden · Zwitserland